# Accidente ferroviario de San Miguel de 2011
El accidente ferroviario de San Miguel de 2011 fue un accidente de ferrocarril que tuvo lugar en la localidad de San Miguel, Provincia de Buenos Aires, el 16 de febrero de 2011.
Se produjo en la línea Ferrocarril General San Martín, cuando un tren de larga distancia de la empresa Ferrobaires embistió por detrás a un tren metropolitano de UGOFE. Tuvo un saldo de 4 personas fallecidas.

## Sucesión de los hechos
La formación de Ferrobaires había partido de la estación Retiro a las 18.15 hacia la ciudad de Junín, en la provincia de Buenos Aires con 130 pasajeros.
El tren de UGOFE que recorre la zona noroeste del área metropolitana de Buenos Aires, había salido de la estación Retiro hacia la Estación José C. Paz.
La formación de Ferrobaires impactó la parte trasera del convoy metropolitano que estaba detenido esperando recibir la orden para seguir su rumbo hacia José C. Paz. El accidentre se registró en hora pico, por lo que los coches estaban colmados de pasajeros. La locomotora de Ferrobaires quedó incrustada en el coche furgón y el impacto provocó que dos coches del tren de adelante, el tercero y cuarto contando desde atrás, terminaran montados entre sí.
El tremendo impacto causó la muerte de 4 pasajeros que viajaban en el coche furgón de UGOFE: Karina González, Olegaria Vargas, Rosario Villegas y Luis Hernández Vera.

## Causas
Uno de los motivos del accidente podría haber sido la falta de mantenimiento de la locomotora de Ferrobaires, el freno de emergencia de la locomotora de Ferrobaires estaba encadenado y el freno de hombre muerto estaba clavado, el maquinista de la formación que se dirigía a Junin omitió dos señales a peligro (rojo) La causa es seguida por el fiscal federal Paul Starc por homicidio culposo a Ferrobaires, al maquinista y a su acompañante.
“En el trayecto entre Muñiz y el lugar del accidente, pudimos apreciar que las señales funcionan bien, vi una en anaranjado y las dos luces siguientes en rojo”, sostuvo el juez Juan Manuel Yalj tras el operativo en el que se recreó la escena de la colisión. “Los peritos confirmaron que si hubieran andado mal las luces, es imposible arreglarlas o alterarlas en dos días”, agregó Yalj, a pesar de que los maquinistas declararon haberlas cruzado en “precaución”, o sea el equivalente al amarillo, que en el ambiente ferroviario es naranja. “Si se hubieran respetado las señales el accidente no se habría producido. Estamos confirmando nuestra hipótesis: por ahora se trata de un error humano”, dijo el juez Yalj a la prensa. Además de las luces, el responsable de la causa mencionó el bloqueo del freno de emergencia que maneja el acompañante del maquinista principal: “Todo hace pensar que, por tener su palanca trabada, algunos segundos valiosos se perdieron hasta que reaccionó el maquinista”.
En 2017 la Sala IV de la Cámara Federal de Casación Penal (Gustavo Hornos, Mariano Borinsky y Juan Carlos Gemignani) rechazó el pedido de suspensión del juicio que había sido realizado por los integrantes de la Unidad Ejecutora del Programa Ferroviario Provincial (UEPFP) de la provincia de Buenos Aires, la entidad que estaba a cargo del control de los trenes al momento del accidente.

## Consecuencias
El accidente dañó la única locomotora en actividad que prestaba el recorrido de Retiro hasta Junín, ocasionando el cese del servicio durante 4 meses. El mismo se restableció el 16 de junio del mismo año.